# Easy Rider
Easy Rider (br: Sem Destino / pt: Easy Rider) é um road movie americano de 1969, escrito por Peter Fonda, Dennis Hopper e Terry Southern, produzido por Fonda e dirigido por Hopper.
Conta a história de dois motociclistas que viajam através do sul e sudoeste do Estados Unidos, com o objectivo de alcançar a liberdade pessoal. O sucesso de Easy Rider ajudou a avivar a fase New Hollywood do cinema norte-americano durante a década de 1960.
Um marco na filmografia de contracultura, e a "pedra-de-toque" de uma geração" que "capturou a imaginação nacional", Easy Rider explora as paisagens sociais, assuntos e tensões na América da década de 1960, tal como a ascensão e queda do movimento hippie, o uso de drogas e estilo de vida comunal.

## Sinopse
Os protagonistas são dois motociclistas, Wyatt (Fonda) e Billy (Hopper). Fonda e Hopper disseram que os nomes referem-se a Wyatt Earp e Billy the Kid. Wyatt veste-se de cabedal adornado com a bandeira americana, enquanto Billy se veste com calças e camisa ao estilo dos nativos americanos.
Depois de contrabandearem drogas do México para Los Angeles, Wyat e Billy vendem a mercadoria para um homem (protagonizado por Phil Spector) em um Rolls-Royce. Com o dinheiro da venda armazenado em mangueiras dentro dos tanques de gasolina, eles vão rumo ao leste do país na tentativa de chegar em Nova Orleans, na Luisiana, em tempo para o Mardi Gras.

## Elenco
- Dennis Hopper .... Billy
- Peter Fonda .... Wyatt
- Jack Nicholson .... George Hanson
- Karen Black .... Karen
- Phil Spector... The Connection
- Toni Basil .... Mary

## Trilha Sonora
1. The Pusher - Steppenwolf

2. Born To Be Wild - Steppenwolf

3. I Wasn't Born To Follow - The Byrds

4. The Weight - The Band.

5. If You Want To Be A Bird - The Holy Modal Rounders.

6. Don't Bogart Me - Fraternity of Man.

7. If Six Was Nine - The Jimi Hendrix Experience.

8. Let's Turkey Trot - Little Eva.

9. Kyrie Eleison - The Electric Prunes.

10. Flash, Bam, Pow - The Electric Flag.

11. It's Alright Ma (I'm Only Bleeding) - Roger McGuinn.

12. Ballad Of Easy Rider - Roger McGuinn.

Fonte: cineplayers.com/trilha.php?id=136 

## Principais prêmios e indicações
Oscar 1970 (EUA)
- Indicado nas categorias de melhor ator coadjuvante (Jack Nicholson) e melhor roteiro original.

BAFTA 1970 (Reino Unido)
- Indicado na categoria de melhor ator coadjuvante (Jack Nicholson).

Festival de Cinema de Cannes 1969 (França)
- Ganhou o prêmio de melhor filme de diretor estreante (Dennis Hopper).
- Indicado à Palma de Ouro.

Globo de Ouro 1970 (EUA)
- Indicado na categoria de melhor ator coadjuvante (Jack Nicholson).

AFI's 100 Years
- O filme ocupa o 88º lugar dentre os melhores filmes norte-americanos das últimas décadas, e o 29º dentre as melhores trilhas-sonoras de filmes.

## A produção
A gênese para o filme Sem Destino começou com uma fotografia. Peter Fonda conta: "Eu me lembro o dia em que apareci com a ideia para Sem Destino, 27 de setembro de 1967. Estava olhando uma fotografia minha e de Bruce Dern em frente a uma motocicleta. Nós parecíamos grandes, numa imagem 18x24, em contra-luz, de forma que ninguém poderia dizer que éramos nós. E isso me deu um estalo, para fazer este filme".
Fonda chamou seu amigo Dennis Hopper e disse a ele sua ideia de dois jovens experimentando a "liberdade total" enquanto cruzavam o país de motocicleta. Hopper, no cinema desde Juventude Transviada (1955), estava pensando em abandonar a profissão de ator para se tornar professor de teatro. Fonda mudou a cabeça de Hopper, oferecendo-lhe a oportunidade de dirigir o filme.
Para financiar o projeto, Hopper pediu a seu amigo Jack Nicholson para apresentá-lo a Bert Schneider, um dos sócios da BBS Productions, uma companhia independente que lançava seus projetos pela Columbia Pictures. A BBS concordou em colocar 400 mil dólares para fazer Sem Destino.
A produção começou com locações em Nova Orleans, em 23 de fevereiro de 1968. Juntando-se a Hopper e Fonda estavam Karen Black e a futura coreógrafa e cantora Toni Basil. Apesar de Rip Torn ter sido originalmente escolhido para fazer o papel do advogado alcoólatra George Hanson, ele acabou deixando a produção antes do início das filmagens. Jack Nicholson - que a BBS havia enviado a Nova Orleans no cargo de produtor executivo - concordou em fazer o papel. Sua atuação o transformou num astro.

## Capitão América
A moto usada pelo personagem Wyatt (Peter Fonda) é uma Harley Davidson denominada de "Capitão América" e ficou exposta por 12 anos no National Motorcycle Museum (Museu Nacional da Motocicleta), em Anamosa, Iowa. Ela foi a única motocicleta original que se salvou, pois, nas filmagens foram utilizadas quatro motos e três foram roubadas antes do lançamento do filme, mesmo a cópia da Capitão América que foi usada nas cenas finais do longa, quando ela é explodida na perseguição e morte de Wyatt. Em 2014, esta motocicleta foi leiloada por mais de US$ 1 milhão.